# Dimitrovgrad (Serbien)
Dimitrovgrad (kyrillisch Димитровград; früher Zaribrod / Caribrod / Цариброд) ist eine Kleinstadt und eine Gemeinde im Südosten Serbiens, in der Nähe der Grenze zu Bulgarien.

## Bevölkerung
Bei der Volkszählung im Jahre 2002 lebten in der gleichnamigen Gemeinde rund 12.000 Einwohner, davon 7.000 in der eigentlichen Stadt. Davon bezeichneten sich 49,68 % (47,08 % in der Stadt) als Bulgaren und 24,89 % (25,58 %) als Serben. 12,6 % (8,20 %) gaben als Nationalität „unbekannt“ an; 4 % (6,09 %) deklarierten sich als Jugoslawen.
Die Stadt ist neben Bosilegrad ein Zentrum der bulgarischen Minderheit in Serbien.

## Geschichte

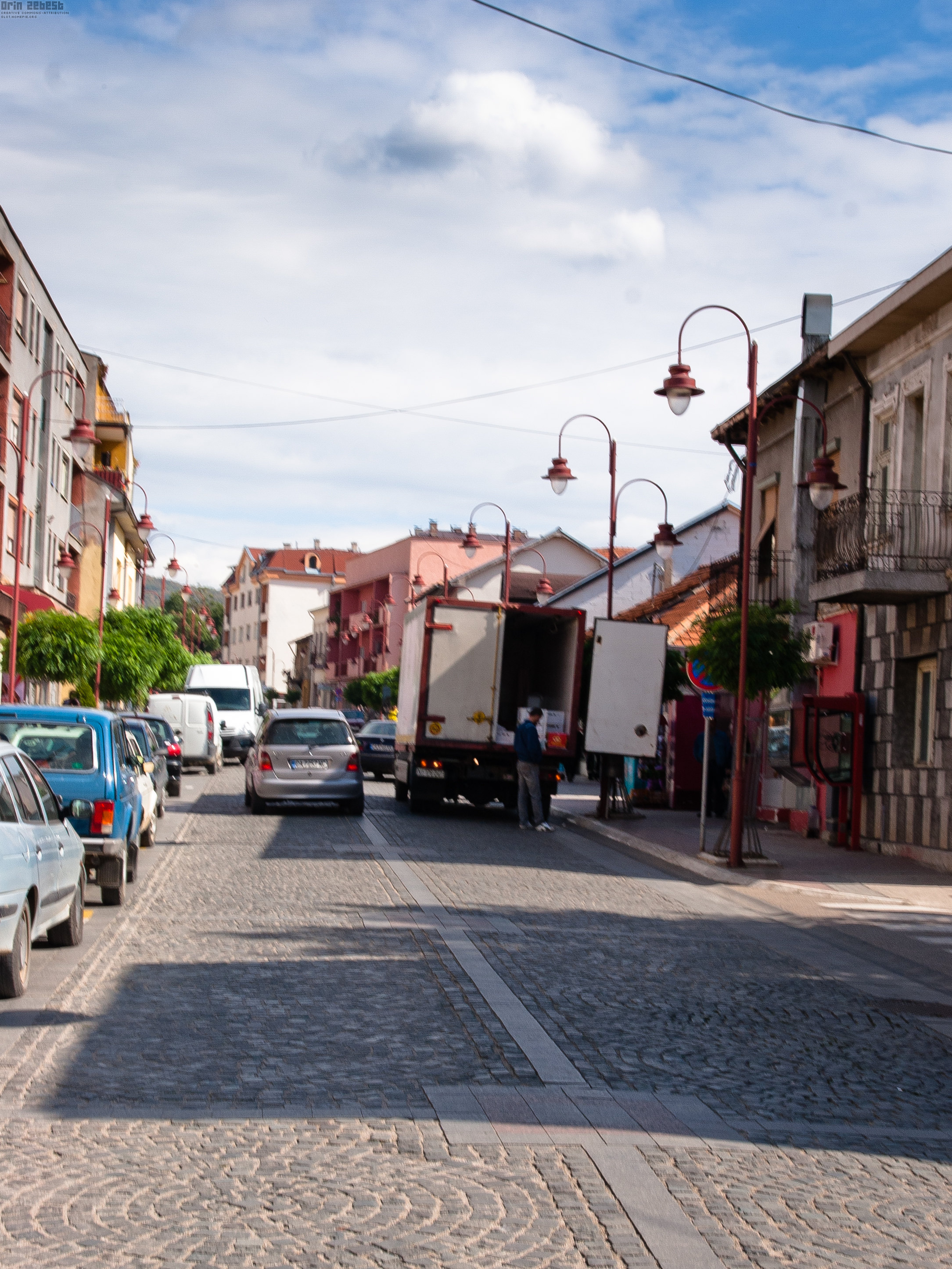
Hauptstraße von Dimitrovgrad

Auf eine frühere Besiedlung der Stadt und Umgebung deuten Meilensteine und andere archäologische Funde aus der Thraken- und Römerzeit hin. In der Antike befand sich im Ort eine römische Post-Wegestation an der strategisch wichtigen römischen Straße Via Militaris (auch Via Diagonalis genannt). Im Mittelalter wird der Ort unter dem slawischen Namen Zaribrod als Wegstation und Übergang über die Nišava an der Konstantinopler Straße (Zarigradski drum) erwähnt.
In der Ottomanenzeit blieb Zaribrod als nächste Wegstation nach Pirot für Istanbul-Reisende bedeutend. Unter Süleyman I. wird der Ort im Jahr 1521 unter dem Namen Tekvur Binari (Kaiserlicher Brunnen) als kurzzeitige Residenz des Sultans erwähnt. G. C. von den Driesch beschreibt Zaribrod als eine Palanke, die von Derwendschi bewacht wurde, um Angriffen von Heiducken zu widerstehen. Nach dem Russisch-Osmanischen Krieg 1877/78, dem Frieden von San Stefano und dem Berliner Kongress wurde Zaribrod 1878 Teil des Fürstentums Bulgarien und Zentrum eines gleichnamigen Verwaltungsbezirks.

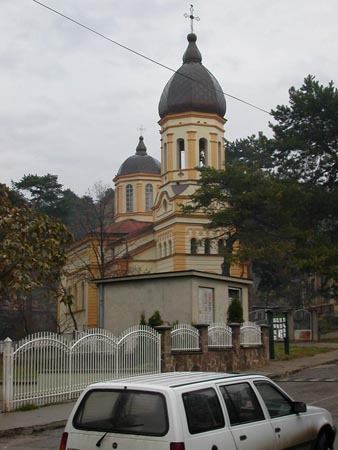
Westansicht der Mariä-Geburt-Kirche zu Dimitrovgrad

Im Serbisch-Bulgarischen Krieg 1885 war die Region von Kampfhandlungen betroffen. Die Stadt wurde am 2. Novemberjul. / 14. November 1885greg. von serbischen Truppen der Donau-Division erobert. Nach der entscheidenden Schlacht bei Sliwniza wurde die Stadt am 12. Novemberjul. / 24. Novembergreg. von der bulgarischen Armee zurückerobert. 1888 wurde in Zaribrod das Tschitalischte „Christo Botew“ eröffnet, im selben Jahr wurde der Ort an die Eisenbahnlinie Belgrad–Istanbul angeschlossen und ein bulgarischer Grenzbahnhof gebaut.
Von 1890 bis 1894 wurde die heutige serbisch-orthodoxe (ehemalige bulgarisch-orthodoxe) Mariä-Geburt-Kirche mit einer außergewöhnlich reich verzierten Ikonostase erbaut. 
Die Stadt wurde nach dem Ersten Weltkrieg zusammen mit anderen Gebieten im Westen des damaligen Bulgariens im Vertrag von Neuilly-sur-Seine an das Königreich der Serben, Kroaten und Slowenen abgetreten, das spätere Jugoslawien. 1921 hatte der Ort 3.494 Einwohner. 1951 wurde der Ort nach dem bulgarischen Kommunistenführer Georgi Dimitroff benannt. 1953 hatte der Ort 2.891 Einwohner.

## Verkehr

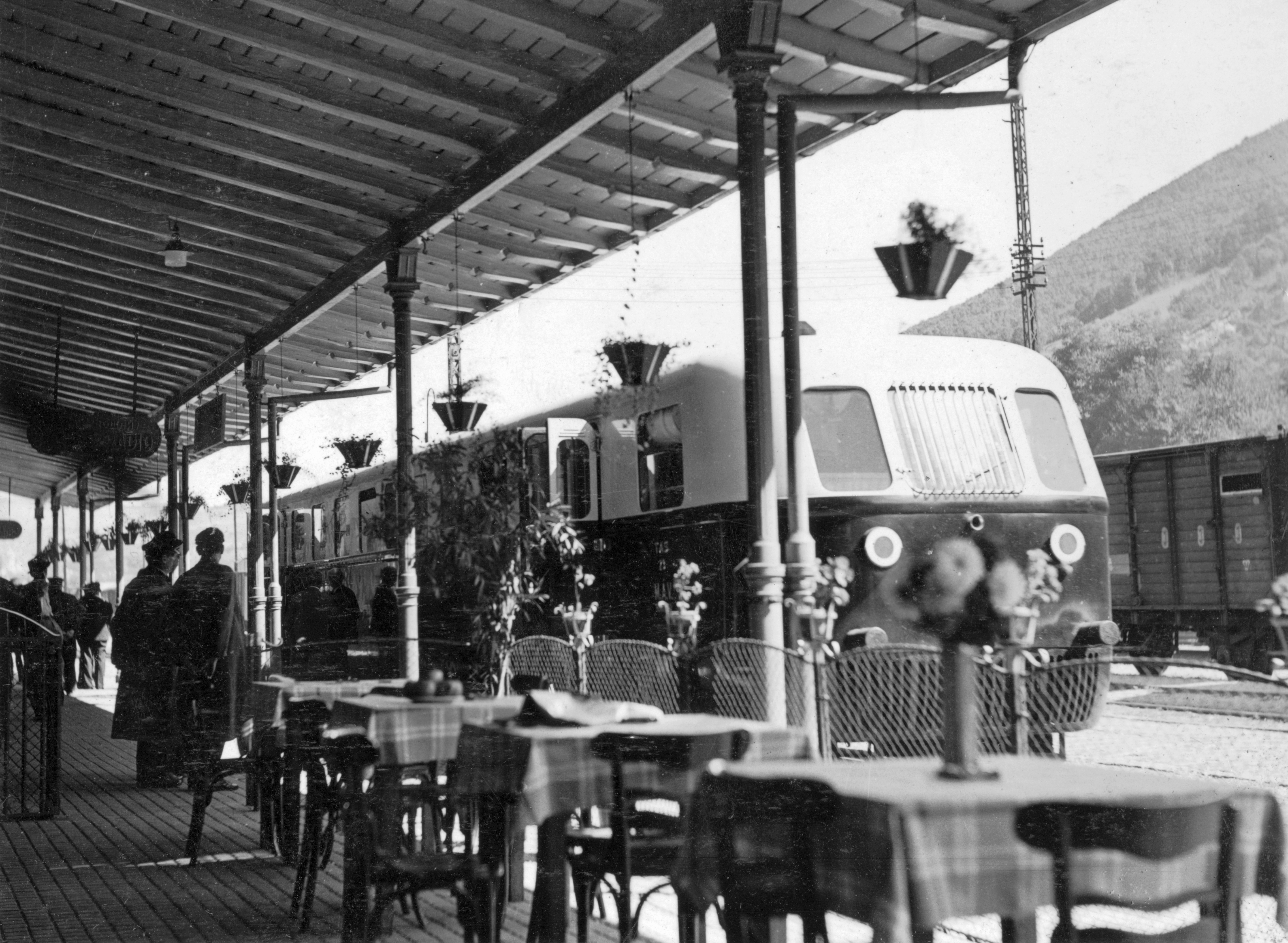
Bahnhof Dimitrovgrad 1937

Dimitrovgrad liegt an der Autobahn A4 von Niš nach Sofia. Weiter hat die Stadt einen Bahnhof an der Bahnstrecke Niš–Dimitrovgrad, deren Verlängerung ebenfalls nach Sofia führt. Sie wurde am 1. November 1887 eröffnet, wird aber heute im Personenverkehr nicht mehr bedient. Sowohl Straße als auch Bahn nutzen den Grenzübergang Kalotina nach Bulgarien, dessen serbische Seite in der Gemarkung von Dimitrovgrad liegt.
Etwa 100 km nordwestlich der Stadt liegt der internationale Flughafen Niš, näher ist der Flughafen Sofia (ca. 65 km).

## Berühmte Personen
- Slatan Dudow – bulgarischer Filmregisseur und Drehbuchautor